# Futuristic Dragon
Futuristic Dragon este un album din 1976 al trupei T. Rex . Precedat de două hituri în Top 40 în Regatul Unit , "New York City" și "Dreamy Lady" , Futuristic Dragon a fost lansat în Ianuarie ajungând până pe locul 50 . A fost primul album T. Rex ce a intrat în topuri de la Zinc Alloy and The Hidden Riders of Tomorrow din 1974 . Înregistrări live din turneul T. Rex din 1976 înfățișau un Marc Bolan recuperat după dependența de cocaină , complexul lui Napoleon și kilogramele în plus care începuseră să-și pună amprenta asupra sa la sfârșitul lui 1973 când Bolan începuse să-și piardă din faimă . În multe dintre aceste înregistrări făcute chiar de către fani , Bolan le mulțumește acestora pentru că au venit la concertele formației . 

## Tracklist
1. "Futuristic Dragon (Introduction)" (1:52)
2. "Jupiter Liar" (3:43)
3. "Chrome Sitar" (3:14)
4. "All Alone" (2:50)
5. "New York City" (3:58)
6. "My Little Baby" (3:09)
7. "Calling All Destroyers" (3:53)
8. "Theme for a Dragon" (2:01)
9. "Sensation Boulevard" (3:43)
10. "Ride My Wheels" (2:28)
11. "Dreamy Lady" (2:53)
12. "Dawn Storm" (3:42)
13. "Casual Agent" (2:52)

- Toate cântecele au fost scrise de Marc Bolan .

## Single-uri
- "New York City" (1975)
- "Dreamy Lady" (1975)

## Componență
- Marc Bolan - voce , chitare , moog
- Gloria Jones - voce de fundal , clavinet
- Steve Currie - chitară bas
- Davy Lutton - tobe
- Jimmy Haskell - instrumente cu coardă